# Dávid Prímó
Dávid Prímó (héberül: דוד פרימו; 1946. május 5. –)  izraeli válogatott labdarúgó.

## Pályafutása

### Klubcsapatban
Pályafutása nagy részét a Hapóél Tel-Aviv csapatánál töltötte. Kétszeres izraeli bajnok és egyszeres kupagyőztes. Az Ázsiai klubbajnokságot egy alkalommal nyerte meg csapatával.

### A válogatottban
1964 és 1976 között 38 alkalommal szerepelt az izraeli válogatottban. Tagja volt az 1964-es Ázsia-kupán győztes válogatott keretének. Részt vett az 1970-es világbajnokságon.

## Sikerei
Hapóél Tel-Aviv
- Izraeli bajnok (2): 1965–66, 1968–69
- Izraeli kupa (1): 1971–72
- Ázsiai klubbajnokság (1): 1967

Izrael
- Ázsia-kupa (1): 1964

## Külső hivatkozások
- Dávid Prímó – a FIFA adatbázisában
- Dávid Prímó adatlapja a National-Football-Teams.com oldalon (angolul)

- David Primo (NASL statisztika). nasljerseys.com